# José Grau Hernández
José Grau Hernández fue un historietista español (Valencia, 9 de octubre de 1914-1998).

## Biografía

### Inicios
Estudia en la Escuela Superior de Bellas Artes de San Carlos, Valencia. Pionero del tebeo español, las primeras producciones de José Grau aparecen ya en la década de los años treinta del siglo XX en la primitiva revista KKO, editada por Enrique Guerri en 1932. Grau instauró la forma apaisada del tebeo español con El As de los exploradores (1934), mucho antes de la aparición de la llamada Escuela Valenciana, de la que formaría parte, y en cuyo seno surgirían series como El Guerrero del Antifaz y Roberto Alcázar y Pedrín.

### Madurez
A partir de entonces, y salvo el dramático paréntesis de la guerra civil española, la producción del dibujante se incrementa de forma notable con títulos como  Los Tambores de Fu Manchú (1943), Rostro de Cuero, Tigris el africano, El capitán Sol y sobre todo con X-3 y su patrulla secreta (1943). En esta serie, bautizada luego como King, el pequeño policía y que gozó de relativo éxito, José Grau empieza a mostrar un estilo personal y más maduro.
De 1954 es la serie vertical ambientada en la Guerra de la Independencia española, Curro Bravo. De guion propio, la colaboración semanal se codea en las páginas de Patoruzito de Buenos Aires, con creaciones de José Luis Salinas, Emilio Freixas, Alex Raymond, Harold Foster y Milton Caniff y otros historietistas de los más prestigiosos de la época como Alberto Breccia y Dino Battaglia.
Con posterioridad, la versatilidad de Grau se manifiesta en series como Los Tambores de Fu Manchú (1943), El Misterioso Doctor Satán (1943), Juan León, Rey Furia, El Capitán Látigo, El Teniente Negro, Patrulla de la Muerte, conjuntamente con historietas para chicas publicadas simultáneamente en más de veinte periódicos españoles de las décadas de los cincuenta y sesenta: Rudy Pecas, Las hermanas Dionís, Sally, y la ya clásica y conocida Mariló. Son numerosas igualmente las ilustraciones de portada (témperas y tinta china de color) destinadas preferentemente al mercado anglosajón, y las adaptaciones gráficas de obras literarias (Julio Verne, Henryk Sienkiewicz, Alexandre Dumas, James Fenimore Cooper, Jack London). José Grau también sería uno de los dibujantes españoles que llevaría a cabo diversos cuadernos de El Capitán Trueno. A mediados de los años sesenta Grau destinaría toda su producción dibujística a semanarios del mercado británico.

### Últimos años
Ya al final de su vida dio término a una creación de años, El Encubierto de Valencia (1985-1996), una serie, inédita en la actualidad, de cerca de un millar de viñetas a tinta china en más de un centenar de dobles páginas, donde se recoge a un nivel ilustrativo de la máxima exigencia (como un exhaustivo catálogo) toda la herencia dibujística de los arquetipos, situaciones y caracteres propios de la narración gráfica que a lo largo del tiempo fue sedimentándose en la historia del tebeo español en sus numerosas colecciones.

## Estilo
El crítico Pedro Porcel ha señalado que su estilo de dibujo, deudor de Alex Raymond o Ray Moore, se caracteriza por la economía de líneas, el trazo anguloso y duro y el uso contrastado de sombras.

## Obra
| Años | Título                                   | Guionista   | Tipo  | Publicación                  |
| ---- | ---------------------------------------- | ----------- | ----- | ---------------------------- |
| 1966 | El Capitán Trueno núm. 591-596 y 603-611 | Víctor Mora | Serie | Bruguera: Dan-Superaventuras |